# Kouzelná země skřítků
Kouzelná země skřítků je britský film z roku 1999, o tom jak láska zachraňuje a ničí svět.

## Příběh
Jack Woods jede do Irska skoupit domy a postavit turistické středisko. Najímá si starou chalupu a fotí místa v okolí. Při cestě do přírody vidí nádhernou ženu ale slyší někoho volat o pomoc. Toho někoho zachrání a poznává že je to skřítek. Ten ho seznámí se ženou a synem, který se vloupá na bál Elfů (nepřátel skřítků) a zamiluje se do víly princezny. Další večer Mickey (syn skřítka) se dostane do rvačky s Elfy a jeho nejlepší kamarád Sean je zabit v rozčilení nad tou ztrátou Mickey zabije Grogena, Seanova vraha. Grogenova smrt elfy rozbouří a začnou sestavovat vojsko pro případ války. Mezitím skřítek Maldumm přemýšlí jak se to mohlo stát, magičtí tvorové jsou nesmrtelní až ho jeho lid dovede k smrtícímu rozhodnutí: Sheanova smrt nezůstane nepotrestána, boj. Mezitím má Jack problém s bratry dívky, kterou viděl, protože si myslí že je úchyl. Ale protože skřítkové bojují a elfové nemohou opatrovat přírodu. Mickey se s princeznou Jessicou vydávají spolu s Jackem za Velkou Banshee (Whoopi Goldbergová) vládkyní na magií. Ta jim sdělí, že příroda umírá a zanedlouho už nebude na Zemi růst nic a žit nikdo. Ale už je pozdě, na Zemi jsou hrůzné anomálie a příroda je ničena, Mickey a Jessica domnívající se, že je to jejich vina, vypijí jed. A je na Jackovi, aby zakročil.

## Obsazení

### Hlavní role
- Randy Quaid – Jack
- Orla Brandyová – Kateleen
- Daniel Betts – Mickey Muldoon
- Caroline Carverová – Jessica
- Colm Meaney – Seamus Muldoon

### Vedlejší role
- Whoopi Goldbergová – Velká Banshee (Grand Banshee)
- Roger Daltrey – král elfů
- Tony Curran – Sean